# 대전대문중학교
대전대문중학교(大田大文中學校)는 대한민국 대전광역시 중구 문화동에 있는 공립 중학교이다.

## 학교 연혁
- 1994년 3월 28일 : 대전대문중학교 설립 인가(24학급)
- 1995년 3월 1일 : 초대 전기호 교장 취임
- 1995년 3월 4일 : 대전대문중학교 개교 및 입학식(381명)
- 1997년 12월 1일 : 교지 창간호 '대문' 발간
- 1998년 2월 10일 : 제1회 졸업식(399명)
- 2004년 12월 1일 : 도서관 '슬기나루' 개관
- 2008년 2월 1일 : 학급 배정 변경 인가(25학급)
- 2008년 10월 31일 : '청솔관' 급식실 준공
- 2012년 2월 9일 : 강당 준공식
- 2017년 9월 5일 : 대수선 공사 준공
- 2023년 3월 1일 : 제15대 장희식 교장 취임
- 2024년 11월 21일 : 이나트(人ART)홀(예드림홀) 개관식
- 2025년 1월 7일 : 제28회 졸업식(53명)

## 참고 자료
- 대전대문중학교 - 한국교육학술정보원 학교알리미